# Скоробогатько Андрій Вікторович
Андрій Вікторович Скоробогатько (нар. 19 вересня 1968, Запоріжжя, УРСР) — радянський та білоруський футболіст українського походження, нападник, тренер. Головний тренер юнацької збірної Білорусі U-17.

## Кар'єра гравця
Вихованець запорізького «Металурга», перший тренер — В. Гришин. З 1986 по 1995 роки грав за могильовський «Дніпро», в складі якого став найкращим бомбардиром чемпіонату Білорусі 1992 року.
У 1996 з мозирським МПКЦ оформив «золотий дубль» (виграв чемпіонат Білорусі та кубку Білорусі). У 1999 році 6 матчів провів за «Гомель», після чого повернувся в Могильов, в «Торпедо-Кадіно», де й закінчив свою кар'єру футболіста в 2000 році.

## Кар'єра тренера
У 2004 році призначений тренером «Торпедо-Кадіно», після розформування клубу став головним тренером слонімського «Комунальника».
У 2008 році повернувся повернувся в «Дніпро» (Могильов) на посаду помічника головного тренера, а потім і головним тренером, 8 серпня того ж року. Привів могилівський клуб до бронзових медалей чемпіонат Білорусі 2009, а в наступному році — до раунду плей-оф Ліги Європи 2010/11, програвши іспанському «Вільярреалу». У серпні 2011 року відправлений у відставку з поста тренера могильовського клубу.
У грудні 2012 року став асистентом тренером ФК «Мінськ». У жовтні 2013 року, після відходу Вадима Скрипченка, призначений виконуючим обов'язки. Як виконувач обов'язків головного тренера тренував клуб до кінця сезону.
Після завершення сезону, в грудні 2013 року, призначений головним тренером «Мінська», де пропрацював до червня 2014 року. З літа 2014 року входив у тренерський штаб Ігоря Ковалевича в молодіжній збірній Білорусі. З січня 2016 року працював старшим тренером «Мінська». У сезоні 2018 року працював тренером в ФК Белшина. У лютому 2019 року став тренером юнацької збірної Білорусії (U-17).
У січні 2015 року отримав тренерську ліцензію PRO.

## Досягнення

### Як гравця
- / Білоруська футбольна вища ліга
  -  Чемпіон (1): 1996
  -  Срібний призер (1): 1992
  -  Бронзовий призер (1): 1999

- Кубок Білорусі
  -  Володар (1): 1995/96

- Найкращий бомбардир чемпіонату Білорусі: 1992 (11 голів)

### Як тренера
- Білоруська футбольна вища ліга
  -  Бронзовий призер (1): 2009